# Сухе-Батор (аймак)
Сухе-Батор (раніше Сухе-Баторський аймак, монг. Сухбаатар аймаг) — аймак у східній частині Монголії. Площа 82 300 км², центр — місто Баруун-Урт, розташований на відстані 557 км від Улан-Батора. Аймак було утворено у 1943 році, він складається з 13 сомонів. Аймак межує з КНР.

## Клімат
Різкоконтинентальний клімат, середня температура січня -20…-23 °C, середня температура липня +20 °C, протягом року в середньому випадає 250 мм опадів.

## Тваринний світ
Живуть вовки, лисиці, зайці, козулі, манули, борсуки.

## Адміністративно-територіальний поділ
| №п/п | сомон        | Територія тис. км² | Населення | Центр      |
| 1    | Асгат        | 7,2                | 2300      | Улаандел   |
| 2    | Баянделгер   | 7,3                | 4900      | Ширеє      |
| 3    | Дарьганга    | 4,8                | 3000      | Овоот      |
| 4    | Мунххан      | 7,4                | 5100      | Баясгалант |
| 5    | Наран        | 3,5                | 2000      | Хонгор     |
| 6    | Онгон        | 6,5                | 4100      | Іх булаг   |
| 7    | Сухе-Батор   | 12,7               | 3500      | Хайлаастай |
| 8    | Тувшинширеє  | 4,4                | 3700      | Сергелен   |
| 9    | Уулбаян      | 4                  | 4,2       | Зуунбулаг  |
| 10   | Халзан       | 3,8                | 2200      | Хатавч     |
| 11   | Ерденецагаан | 17,1               | 6000      | Чоногол    |

## Населення
Наприкінці грудня 2008 року чисельність населення аймаку склала 14,6 тисячі сімей або 53,8 тисячі осіб, у порівнянні з попереднім роком кількість сімей виросла на 100, а населення — на 1200. Щільність населення 0,75 осіб на км². При цьому 65 % складають люди працездатного віку, близько 5 % — пенсіонери. Серед людей працездатного віку переважають чоловіки, а серед пенсіонерів — жінки. 45,6 % населення проживає у центральному місті аймаку та семи населених пунктах.

## Корисні копалини
Кам'яне вугілля, залізна руда, мідь, молібден, будівельна глина.
- Родовище бурого вугілля «Тал булаг», його розробка розпочалась у 1970 році.

## Сільське господарство
61,1 % населення або 8,9 тисячі сімей мають загалом 1518,5 тисячі голів худоби. В аймаці зафіксовано 119 сімей, у власності яких є понад 1000 голів худоби та 12 сімей — понад 1200 голів.

## Рельєф
На території аймаку розташовані гори Шилийн Богд (1777 м), Богд уул (1752), Мунххан (1595), найнижча точка 790 м. Переважно степ на висоті 1000—1200 м. Великих річок та озер немає.
Вулканічне плато Дарьганга (з монг. Вибухове провалля), на якому розташовано понад 200 вулканів. Це одне з небагатьох місць в Монголії, де зосереджені згаслі вулкани. Найвідоміші: Шилийн богд уул, Дарь-Овоо, Алтан-Овоо. Конуси цих вулканів були діючими ще недавно — у VI столітті н. е. Серед них виділяється Затолі хан Уул, що має дивно правильну, конусоподібну форму, і підноситься над навколишньою місцевістю на 280—300 метрів. Алтан-овоо (45 17 N і 113 51 E) шанується місцевими монголами як одна з семи святинь Сухбаатарського аймаку. Вважається, що кожен монгол протягом року має відвідати всі сім святинь аймаку, щоб отримати благополуччя на весь рік. На вершину гори мають право підніматися лише чоловіки. Поруч збудований триступеневий білий субурган з позолоченим шпилем, діаметр його заснування — близько 7 метрів. Субурган видно з відстані близько 20 км.
На плато відомі дві вулканічні печери, найбільша Талин-Агуй (Печера в степу). Головний коридор печери має довжину 200 м. Це найдовша печера вулканічного походження в Монголії.
У районі Дарьганги є багато археологічних пам'яток: надмогильні кам'яні баби, статуї, вертикально встановлені плити, кам'яні огради. Археологи їх датують VI—VIII ст.